# Two in the Campagna
À deux dans la campagne romaine
Two in the Campagna (À deux dans la campagne romaine) est l'un des derniers poèmes de la série de poèmes Hommes et Femmes (Men and Women) écrite par Robert Browning et publiée en 1855.